# Assedio di Stralsund (1678)
L'assedio di Stralsund del 1678 fu un conflitto armato tra l'elettorato di Brandeburgo e l'impero svedese dal 20 settembre al 15 ottobre, durante la guerra di Scania. Dopo due giorni di bombardamenti il 10 e l'11 ottobre, la fortezza svedese di Stralsund, pesantemente devastata, si arrese ai brandeburghesi. Il resto della Pomerania svedese venne conquistata sul finire dell'anno, anche se gran parte della provincia inclusa Stralsund tornerà alla Svezia secondo i termini del trattato di Saint-Germain-en-Laye e della pace di Lund, entrambi conclusi nel 1679.

## Preludio

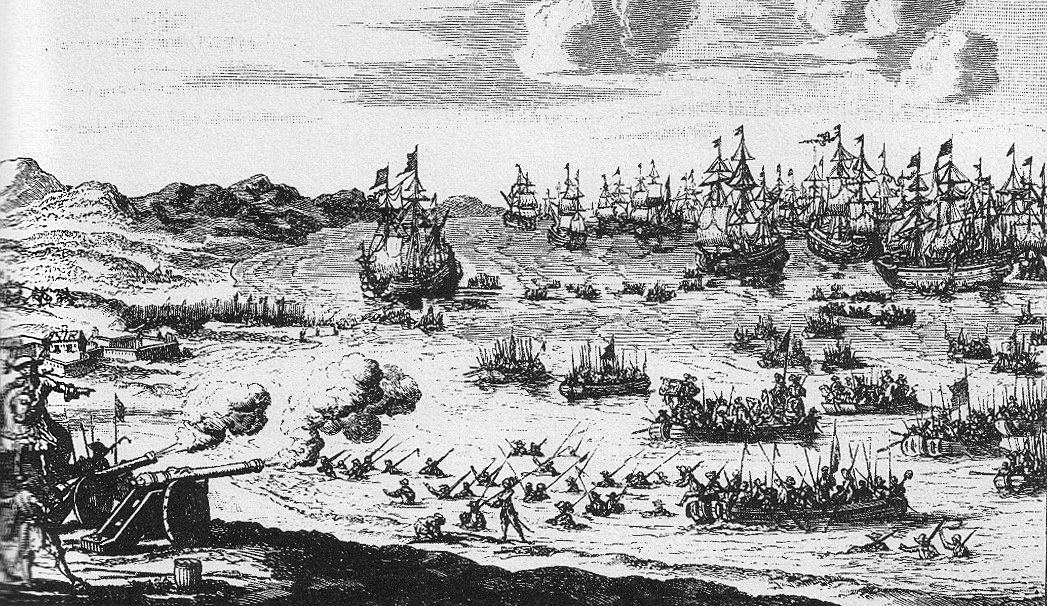
Invasione di Rügen da parte del Brandeburgo, 1678

La Guerra di Scania raggiunse la Pomerania svedese dopo la battaglia di Fehrbellin (1675) quando le truppe svedesi in ritirata vennero inseguite dall'esercito di Federico Guglielmo I di Brandeburgo sin nella regione. Stralsund era una delle due principali fortezze che la Svezia manteneva in Pomerania assieme a Stettino. Dopo che l'esercito brandeburghese ebbe catturato Stettino e Wolgast, Stralsund era seriamente minacciata. Inoltre, le forze danesi sbarcarono a Rügen nel 1677, sostenute dalla nobiltà locale che era avversa alla Svezia.
Per questo tutte le costruzioni esterne alle fortificazioni vennero abbattute nel 1677 per contrastare al massimo l'imminente attacco brandeburghese. Stralsund aveva all'epoca una popolazione di 8 500 abitanti, inclusi i cittadini armati, e circa 5000 tra fanti e cavalieri svedesi, tedeschi e finlandesi.

## L'assedio
Federico Guglielmo I posizionò la sua artiglieria a sud della città e iniziò a bombardare il 10 ottobre 1678. Il suo intento era quello di costringere il comandante svedese Otto Wilhelm von Königsmarck ad arrendersi con l'uso di bombe incendiarie che andarono a colpire le case dei cittadini. Anche la marina brandeburghese prese parte all'assedio.
Gran parte della sezione sud della città venne distrutta e i difensori cedettero la città il giorno 11 ottobre, dopo la distruzione di 285 case e 476 capanne.

## Conseguenze
Malgrado i notevoli sforzi di Federico Guglielmo I di ottenere la lealtà della popolazione della Pomerania svedese, incluso un generoso programma di aiuti per ricostruire Stralsund e Stettino, gran parte di essa rimase fedele alla Svezia. Dopo la caduta di Stralsund, poche erano le aree della Pomerania svedese rimaste sotto la bandiera della Svezia, e tutte vennero conquistate alla fine del 1678.
Stralsund tornò ala Svezia col trattato di Saint-Germain-en-Laye (1679). Per i devastanti bombardamenti e lo scoppio di un altro incendio il 12 giugno 1680, la popolazione venne ridotta a circa 6000, di cui 2000 svedesi. Dopo l'incendio del 1680 altre 48 case e 89 capanne andarono distrutte e rimasero in piedi solo 205 case e 408 capanne in tutto.